# 叔戊酸叔丁酯
叔戊酸叔丁酯是一种有机化合物，化学式为C9H18O2。它可由叔戊酸酐和叔丁醇在二氯二氧化钼催化下反应制得。它和硝酸或硫酸在二氯甲烷中反应，可以得到叔戊酸。